# Korado Korlević
Korado Korlević (Poreč, 19. rujna 1958.) poznati je hrvatski učitelj i astronom iz Višnjana u Istri.
Prema podacima na stranici Minor Planet Discoverers, 18. je najproduktivniji tragač za asteroidima svih vremena. U periodu od 1996. do 2001. otkrio ih je 947, te bio suotkrivač kod još 110 asteroida.
Tri su kometa otkrivena iz Višnjana, a dva su automatski dobila prezimena otkrivača;
- P/1999 DN3 (Korlević-Jurić)[1]
- P/1999 WJ7 (Korlević)[2]

Postavljanjem neekološke rasvjete i rezultirajućim porastom svjetlosnog onečišćenja, na području cijele Istre u proljeća 2000. i 2001. godine, nivo sjaja noćnog neba raste do kritične razine i dotadašnji znanstveni rad iz Višnjana biva otežan, da bi 2001. godine prestao u potpunosti.
Od 2001. na ovamo, Korado Korlević se, u okviru Astronomskog društva Višnjan, bavi popularizacijom astronomije i edukacijom. Dovršenjem gradnje nove zvjezdarnice na Tićanu (3 km od Višnjana) i postavljanjem opreme za astronomska i geofizička mjerenja na novoj lokaciji, stječu se uvjeti za nastavak rada na mapiranju Sunčevog sustava i druge znanstvene aktivnosti. Korado i njegov tim rade na novom teleskopu.
Nagrađen je godišnjom nagradom Ivan Filipović 2002. godine za područje znanstvenog i stručnog rada.

## Poveznice
- Zvjezdarnica Višnjan
- 10201 Korado - asteroid nazvan po Koradu Korleviću

## Vanjske poveznice
- Home page - na engleskom